# Дмитриева, Галина Сосланбековна
Галина Сосланбековна Дмитриева (10 сентября 1929 — 18 декабря 2014) — художница-график, живописец, книжный иллюстратор, член Московского, Российского и Международного союзов художников. 

## Биография
Дочь живописца Галины Шубиной и художника, скульптора Сосланбека Тавасиева.
Окончила Московский Художественный институт им. Сурикова (мастерскую известного русского художника М. М. Черемных) в 1955 году. Интересы художницы сосредоточены на окружающем её современном мире — он отражен в многочисленных портретах современников, пейзажах, бытовых зарисовках. Собрание работ Г. Дмитриевой насчитывает сотни произведений: картин, книжных иллюстраций, альбомов и проч. Они многократно экспонировались на общих и персональных выставках художницы. В классификации Единого художественного рейтинга Профессионального союза художников имеет статус 4А — профессиональный художник с творческим потенциалом, имеющий перспективную оценку специалистов.

## Семья
- Тавасиев, Сосланбек Дафаевич — отец, народный скульптор Северной Осетии и Башкортостана, участник Гражданской войны.
- Шубина, Галина Константиновна — мать, плакатист и график.